# Cầu Xóm Bóng

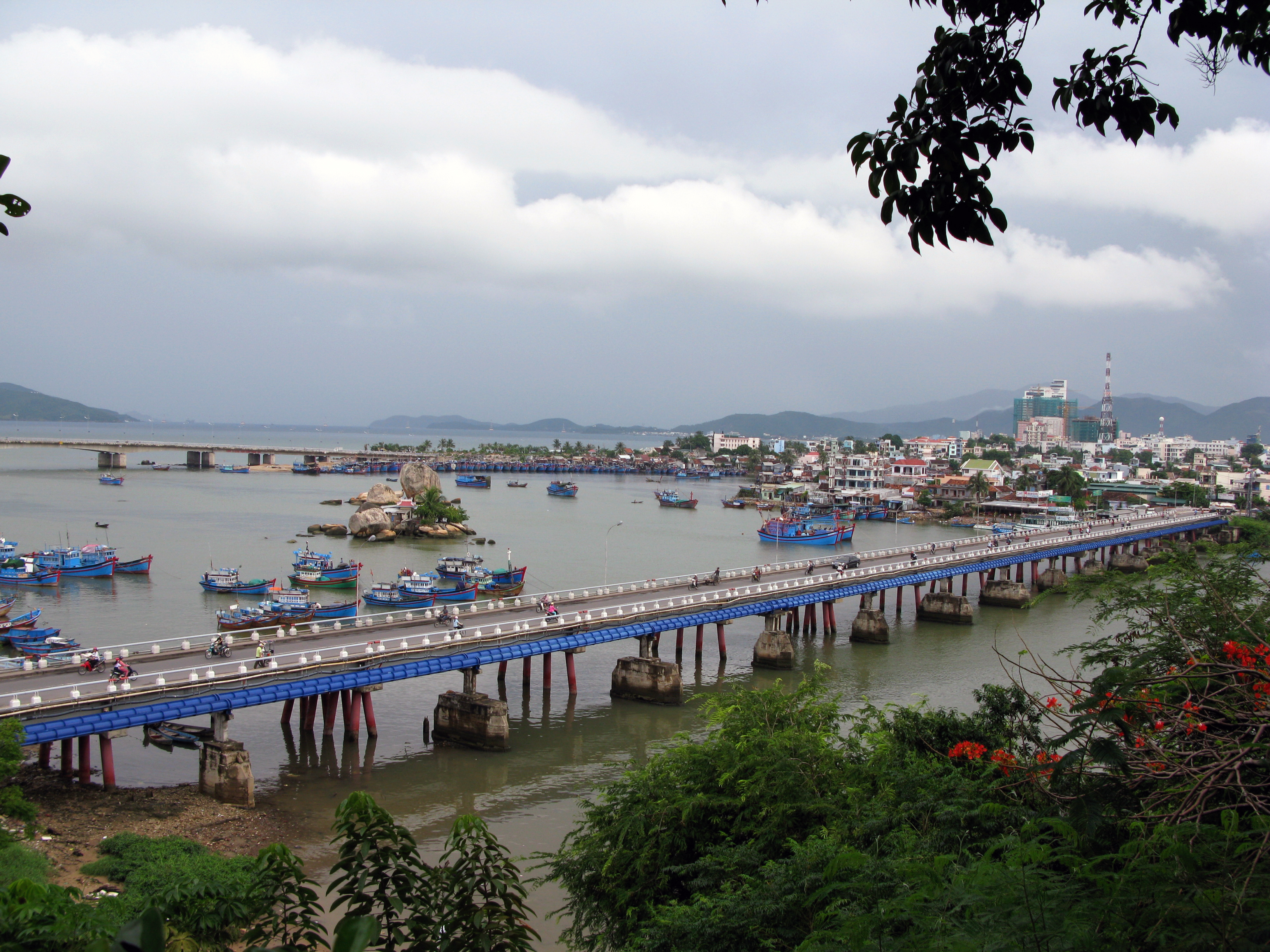
Cầu Xóm Bóng

Cầu Xóm Bóng là một cây cầu bắc qua sông Cái tại thành phố Nha Trang, tỉnh Khánh Hòa, Việt Nam.

## Lịch sử

### Cây cầu đầu tiên (1925 - 1968)
Cầu Xóm Bóng ban đầu được người Pháp xây dựng năm 1925, bắc qua sông Cái, nối cù lao với thành phố Nha Trang.

### Cây cầu thứ hai (1968 - 2022)
Cầu có lý trình tại Km 5+900 Quốc lộ 1C, bắc qua một nhánh của sông Cái, kết nối cù lao Xóm Bóng với bờ phía bắc của sông. Cây cầu có chiều dài 309 m, gồm 15 nhịp, được đưa vào sử dụng từ năm 1969. Từ đó đến nay, cầu đã trải qua nhiều đợt sửa chữa, nâng cấp.

### Cây cầu hiện tại
Cầu Xóm Bóng mới với chiều dài gần 330m, rộng 19m với 4 làn xe được xây mới nằm ở vị trí cầu Xóm Bóng cũ. Cây cầu khởi công vào ngày 14 tháng 1 năm 2022. Giá trúng thầu là hơn 152 tỷ đồng. Nó cũng là một phần trong dự án cải tạo cầu yếu và cầu kết nối trên các quốc lộ (giai đoạn 1) theo phê duyệt của Bộ Giao thông Vận tải. Vào ngày 2 tháng 9 năm 2023, cầu Xóm Bóng mới đã thông xe kỹ thuật.